# Hanna Sahlfeld-Singer
Pour les articles homonymes, voir Singer.
Hanna Sahlfeld-Singer, née le 17 octobre 1943 à Flawil (originaire de Nennigkofen), est une femme politique suisse du canton de Saint-Gall, membre du Parti socialiste.
Elle siège au Conseil national de 1971 à 1975. Elle fait partie à ce titre des onze premières femmes élues au Conseil national.

## Biographie
Hanna Sahlfeld-Singer naît Hanna Singer le 17 octobre 1943. Elle est la benjamine d'une famille de six enfants. Son père est tisserand, sa mère (née Hohl) femme au foyer.
Elle suit l'école primaire et secondaire à Flawil, puis l'École cantonale de Saint-Gall. Elle étudie ensuite la théologie protestante aux universités de Zurich, Bâle et Vienne, où elle rencontre son futur mari. Après un stage à Oberhelfenschwil, elle est ordonnée pasteure de l'Église réformée en 1969.
Elle épouse Rolf Sahlfeld, d'origine allemande, le 22 septembre 1968, avec qui elle aura quatre enfants. À partir de novembre de la même année, elle occupe un poste à temps partiel à la paroisse d'Altstätten, où son mari est pasteur.
Après son élection au Conseil national en 1971, elle doit démissionner de son emploi en raison de l'incompatibilité de ces fonctions. Son mari quitte également son poste à la suite de controverses liées à l'engagement politique de son épouse et n'arrive pas à trouver d'autre emploi alors que le canton manque de pasteurs. Cette situation les conduit à émigrer en Allemagne de l'Ouest à l'automne 1975, où son mari a trouvé un emploi, après s'être brièvement installés à Wil grâce au soutien de proches.
De 1976 à 2003, Hanna Sahlfeld-Singer enseigne la religion protestante au gymnase de l'archevêché Sankt Angela à Wipperfürth, en Rhénanie du Nord-Westphalie. Elle n'occupe plus de fonction publique au sein d'un parti, mais continue de soutenir des projets de développement et l'œcuménisme, par exemple en cofondant en 1981 l'initiative œcuménique des Magasins du Monde. Elle reçoit en 2003, notamment pour cet engagement, le prix citoyen de l'Union chrétienne-démocrate de Wipperfürth.
Après sa retraite, elle s'installe à Barsinghausen près de Hanovre (Basse-Saxe).

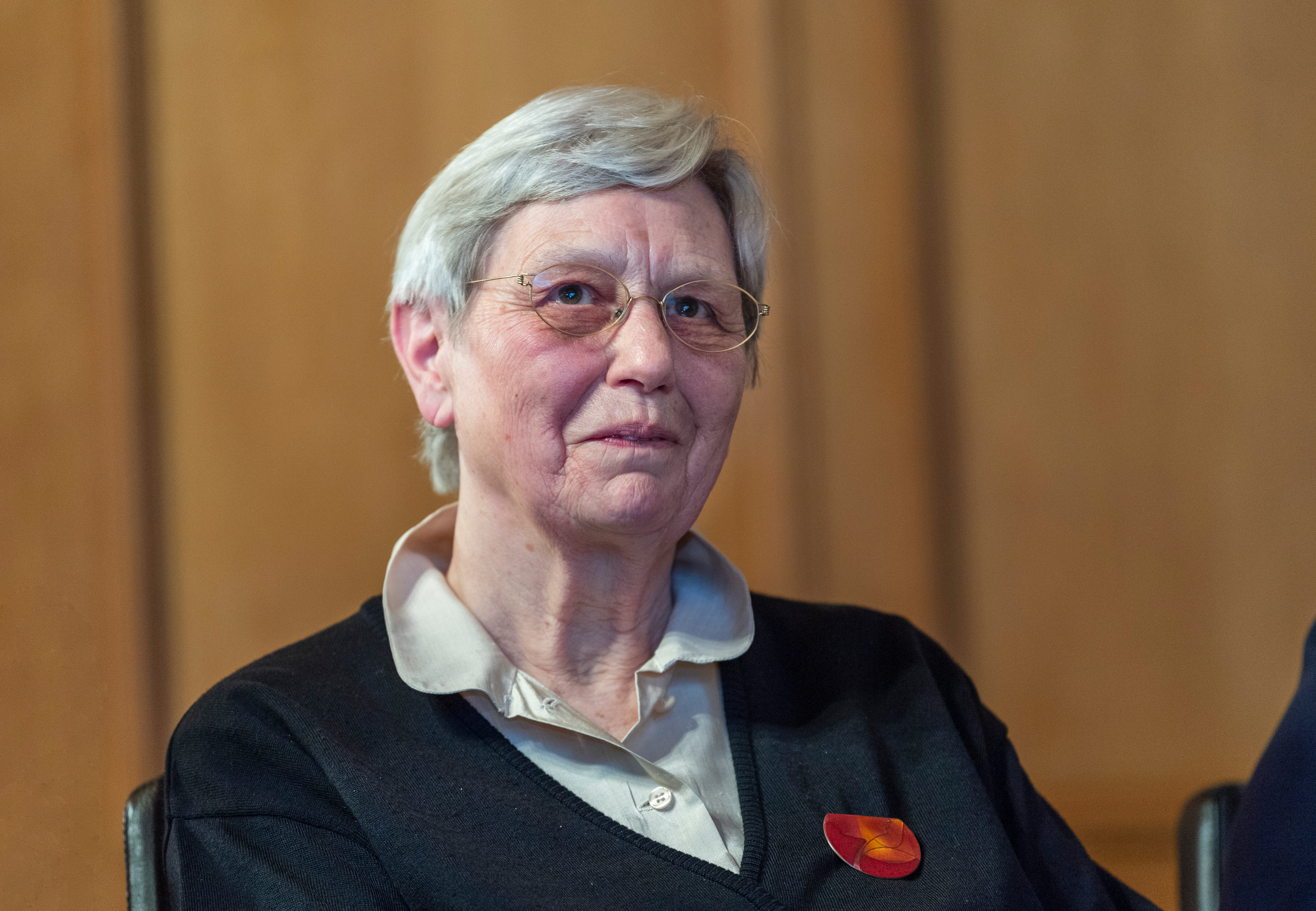
Hanna Sahlfeld-Singer en 2018.

## Parcours politique
Le 1er août 1970, jour de la Fête nationale suisse, Hanna Sahlfeld-Singer prononce un discours sur le suffrage féminin (introduit au niveau fédéral en 1971). Ce discours lui vaut une place sur la liste du Parti socialiste saint-gallois pour les élections de 1971 au Conseil national. Elle termine à la troisième place de la liste de son parti et accède au Conseil national grâce à l'élection du premier de la liste au Conseil des États.
En raison de l'article d'exception rendant la fonction d'ecclésiastique incompatible avec un mandat au Conseil national (art. 75 de la Constitution de 1874), elle n'assiste pas à la séance inaugurale du Parlement nouvellement élu le 29 novembre 1971 et ne participe à sa première séance que quatorze jours plus tard, le 13 décembre 1971. Âgée de 28 ans, elle est la plus jeune des douze premières femmes élues au Parlement fédéral (onze conseillères nationales et une conseillère aux États)[réf. nécessaire]. Première conseillère nationale socialiste du canton de Saint-Gall, elle est également la première femme à devenir mère au cours de son mandat au Parlement fédéral, lorsqu'elle donne naissance à son deuxième enfant en 1972.
Bien que brillamment réélue en octobre 1975, elle renonce à son siège en raison de la situation de son mari, qui n'arrive plus à trouver de poste de pasteur, notamment à cause de l'engagement politique de son épouse,,.

### Profil politique
Au Conseil national, elle s'engage notamment pour une meilleure protection des locataires, la création d'un service civil, la naturalisation facilitée des réfugiés et la limitation de la vitesse à 40 km/h dans les localités. Elle critique également les bas salaires versés par les entreprises suisses en Afrique du Sud.